# Sofía de Francia (1786-1787)
Sofía de Francia (Versalles, 9 de julio de 1786 - ibídem, 19 de junio de 1787) fue la cuarta hija de María Antonieta y Luis XVI, reyes de Francia. Murió con casi un año de vida, de tuberculosis, un poco antes que su hermano Luis José, el Delfín hasta entonces, en los albores de la Revolución.

## Biografía
La reina María Antonieta probablemente quedó embarazada en su trigésimo cumpleaños, celebrado el 9 de noviembre. Los cortesanos notaron que empezó a engordar y aunque ya no tuviera el ciclo menstrual, pensaron que sus molestias eran de tipo nervioso, puesto que el 15 de agosto del mismo año tuvo lugar el escándalo del collar, que consolidó definitivamente la escasa popularidad de la reina. En febrero de 1786, el embarazo fue confirmado por la princesa Luisa de Hesse-Darmstadt. La soberana, muy afectada por los hechos recientes, no se tomó bien el embarazo, creyendo que con tres hijos -dos de ellos varones- ya era suficiente. Escribió a su hermano José II, diciéndole que el embarazo podría haber tenido graves consecuencias para su salud. En la corte, las malas lenguas hablaban sobre quién podía ser el padre, aunque Luis XVI nunca dudó de su paternidad.

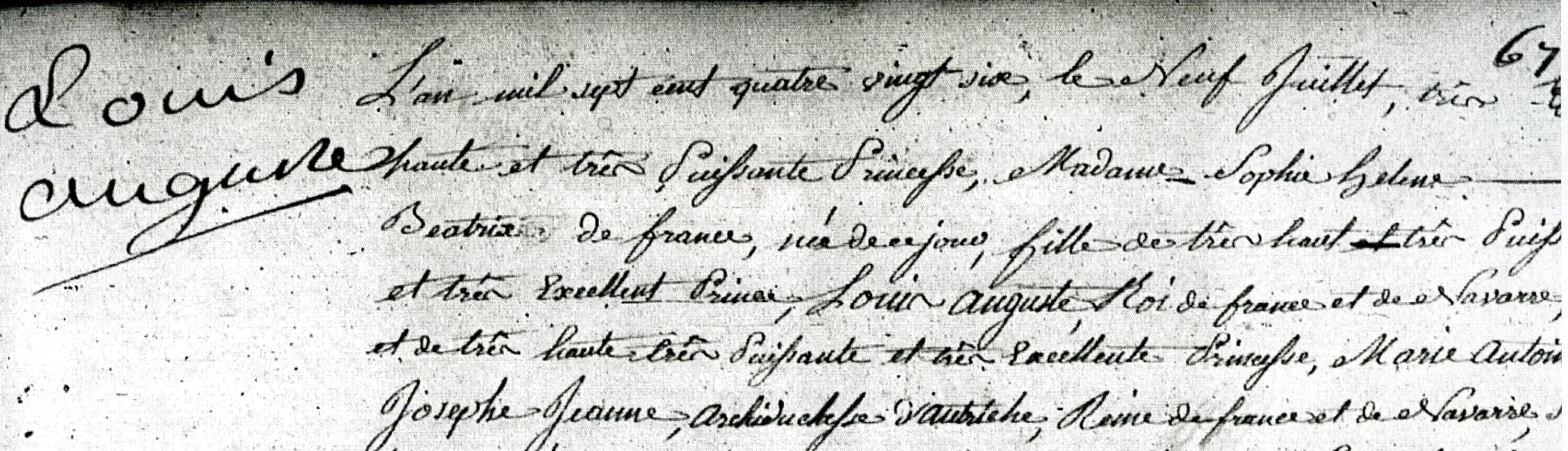
Extracto del acta de nacimiento de Sofía.

El 9 de julio, María Antonieta empezó a tener algunos dolores, pero descartó que fuera el parto y fue a misa. Hacia las cuatro de la tarde, los ministros fueron convocados, que debían estar presentes; a las siete y media, la reina, dio a luz a su segunda hija. Los reyes quisieron llamarla Sofía en honor a la tía de Luis, fallecida cuatro años antes. Las comadronas y la reina notaron que la criatura era pequeña y delicada. El emperador del Sacro Imperio sintió que fuera una niña, mientras que Luis envió la noticia al embajador español, que contestó: «Desde que Su Majestad tiene junto a sí sus principios, ahora tiene medios para prodigar regalos al resto de Europa». Para celebrar el nacimiento, la corte ofreció de beber al pueblo de París.

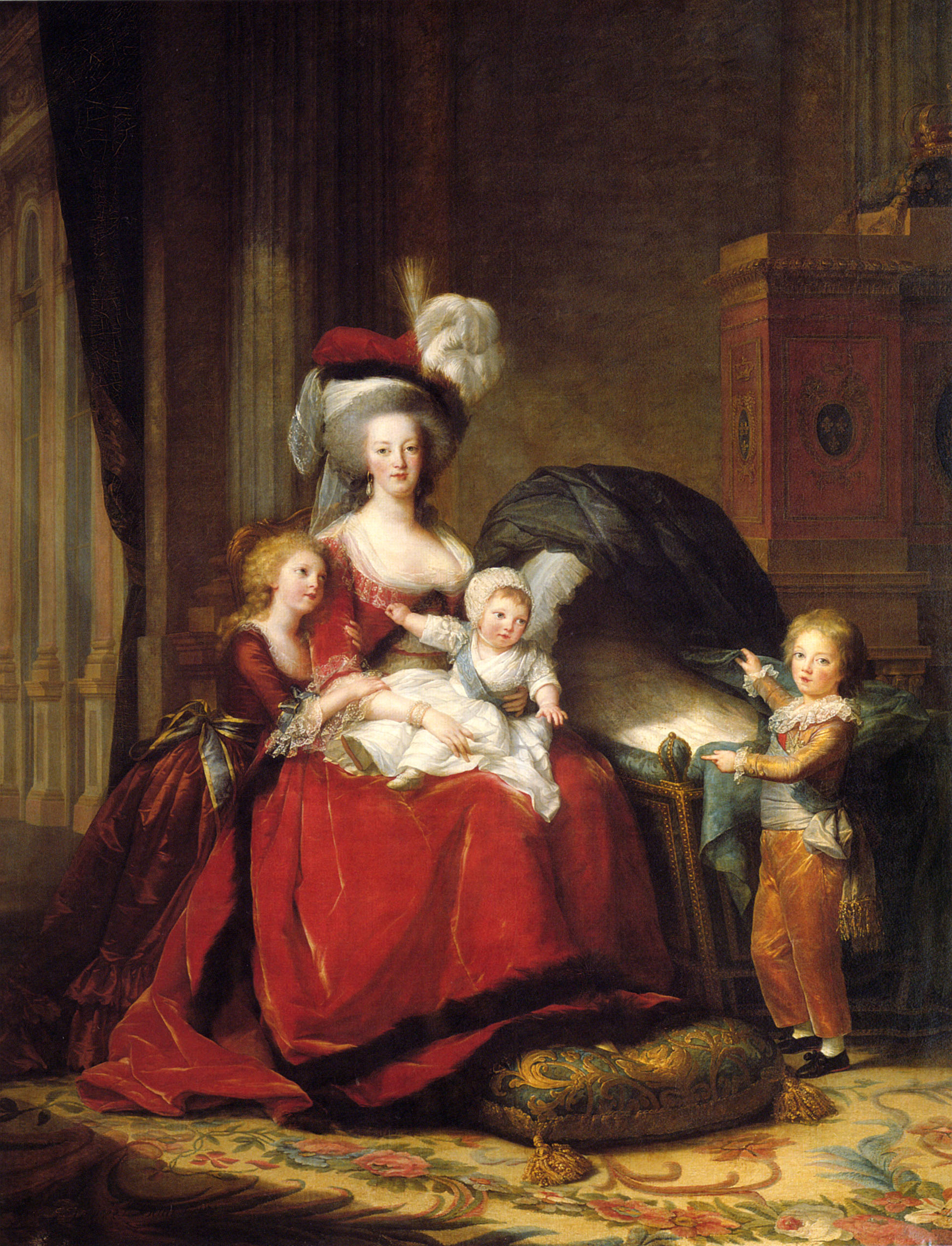
María Antonieta y sus hijos, pintado por Vigée-Lebrun.

Para limpiar la reputación ya destruida de María Antonieta, se quiso enseñar su lado más maternal. Se le encargó a Élisabeth Vigée Le Brun la realización de un gran cuadro de familia, que representaba a la reina en el centro, con un vestido de terciopelo rojo, sin collar; en sus brazos tiene a Luis Carlos, a su derecha a María Teresa, que la abraza y a su izquierda al Delfín, Luis José señalando la cuna de su hermana Sofía. El retrato fue muy apreciado en la corte, pero no trajo mucha suerte. Sofía murió el 19 de junio de 1787, poco antes de su primer cumpleaños y Vigée-Le Brun tuvo que eliminarla del lienzo, subsistiendo la imagen del Delfín señalando la cuna vacía. Luis José murió dos años después y María Antonieta hizo trasladar el cuadro. El lienzo quiso ser expuesto en la Academia Real a finales de agosto, pero no se hizo por el odio de los ciudadanos a la reina, quedando sólo el marco, sobre el que alguien escribió ¡Mirad el Déficit!, en referencia al nuevo apodo de la soberana, Madame Déficit.
La reina quedó destrozada por la muerte de la pequeña. La autopsia realizada por los médicos reveló que los pulmones de la bebé estaban en pésimo estado, debido a la tuberculosis; la muerte sobrevino a causa de las convulsiones, alargadas por cinco o seis días, por el brote de tres dientes. La capilla ardiente fue instalada en la sala del Gran Trianón y el cadáver fue cubierto por un manto de terciopelo y una corona de oro. María Antonieta invitó a Madame Isabel para velar el cuerpo de su sobrina: «Si vienes, lloraremos la muerte de mi pequeño ángel. Necesito tu corazón para consolar el mío.» José Weberio, hermano de leche de María Antonieta, la consoló diciendo que la niña no había sido destetada, queriendo decir que no se podía sufrir por una criatura tan pequeña; la reina siguió llorando y contestó: «No olvidéis que habría sido mi amiga".» En efecto, los hijos varones, pertenecían al Estado, mientras que las hijas pertenecían a la misma madre. El cuerpo de Sofía descansa en el osario común en la cripta de la basílica de Saint-Denis, realizado en la Restauración, donde se encuentran los restos de todos los soberanos de Francia, cuyas tumbas fueron profanadas durante la Revolución francesa.